# Alepisauridae
Lansvissen (Alepisauridae) vormen een kleine familie van vissen uit de orde van draadzeilvissen (Aulopiformes). Binnen deze familie bestaat nog een geslacht, Alepisaurus.

## Beschrijving
Lansvissen zijn grote roofvissen die tot twee meter lang kunnen worden. Ze hebben een lange en hoge rugvin met zachte stralen van begin tot eind. Het lijf is slank en afgeplat over de lengte en de vis heeft een wijde bek die doorloopt tot de achterkant van het oog. Elke kaak heeft twee of drie hoektanden naast kleinere tanden.
Het grootste verschil tussen de soorten A. ferox en A. brevirostris is de vorm van de snuit, die lang en puntig is bij A. ferox en iets korter bij de A. brevirostris.

## Verspreiding
Lansvissen komen voor over de gehele wereld, met uitzondering van de poolzeeën. Ze worden vaak als bijvangst gevangen bij het vissen naar tonijn.

## Geslacht
- Alepisaurus Lowe, 1833